# Flying
"Flying" é uma canção instrumental escrita pela banda The Beatles. A primeira aparição da música foi dada em 1967, no lançamento do disco Magical Mystery Tour (dois EP discos no Reino Unido; um LP nos Estados Unidos).

## A música
"Flying" é uma rara canção instrumental dos Beatles (a primeira desde "Cry for a Shadow", de 1961), apesar de algumas palavras poderem ser ouvidas (mas não compreendidas) ao fundo, no final da canção. A música foi a primeira creditada aos quatro membros da banda, com os créditos de composição de "Lennon/McCartney/Harrison/Starkey". Foi gravada em 8 de setembro de 1967 com mellotron, guitarra, baixo, maracas, bateria e loops de fitas overdubbed, estas em 28 de setembro.